# Cyanamide calcique
Pour les articles homonymes, voir Cyanamide.
Le cyanamide calcique est un composé du calcium utilisé comme engrais. Il a été synthétisé pour la première fois en 1898 par Adolph Frank et Nikodem Caro. Il est fabriqué par réaction du carbure de calcium avec le diazote.
CaC2 + N2 → CaCN2 + C   -69,0 kcal/mole (25 °C)

## Utilisation
Il est principalement utilisé comme engrais en agriculture. Il se décompose au contact de l'eau pour former de l'ammoniac.
CaCN2 + 3 H2O → 2 NH3 + CaCO3
Il fait également office de désherbant et d'antimousse.
La forme commerciale peut contenir des résidus de carbure de calcium qui vont produire de l'acétylène. Les autres impuretés sont le calcium, Ca(OH)2, CaO, et CaCO3. 
Aucun solvant connu ne le dissout sans décomposition.